# Dick Barnett
Richard "Dick" Barnett (ur. 2 października 1936 w Gary, zm. 27 kwietnia 2025 w Largo) – amerykański koszykarz, obrońca, dwukrotny mistrz NBA, uczestnik meczu gwiazd NBA.

## Osiągnięcia
College
- 3-krotny mistrz NAIA (1957–1959)[3]
- 2-krotny MVP turnieju NAIA (1958–1959)[3]
- 3-krotnie wybierany do składu All-America[3]
- Wybrany do College Basketball Hall of Fame (2007)[3]

ABL
- Mistrz ABL (1962)[4]
- Zaliczony do I składu ABL (1962)[4]
- Uczelnia zastrzegła należący do niego numer (2006)

NBA
- 2-krotny mistrz NBA (1971, 1973)[5]
- 3-krotny wicemistrz NBA (1963, 1965, 1972)[5]
- Uczestnik meczu gwiazd NBA (1968)[6]
- Klub New York Knicks zastrzegł należący do niego w numer 12 (1990)[7]